# Josiana Ubaud
Josiana Ubaud, en francés, Josiane Ubaud (Marsella, Francia, 10 de mayo de 1947) es una lingüista especializada en lexicografía y gramaticografía y una botánica occitana. Es la autora de dos obras esenciales para el conocimiento del occitano moderno, el Diccionario ortográfico, gramatical y morfológico del occitano y el Diccionario científico francés-occitano.

## Biografía
Josiana Ubaud fue profesora de matemáticas durante ocho años antes de advocar a la lexicografía occitana después de regresar al país occitano en 1990. Fue responsable, con Patric Sauzet, del Gidilòc de 1991 a 2003. Es también formadora en etnobotanica en el IUFM. Ha intervenido en muchos programas de radio (Divergence FM y France Culture) para hablar de botánica. Es miembro del consejo lingüístico del Congreso Permanente de la Lengua Occitana y escribe artículos de opinión dentro del diario electrónico Jornalet.

## Obras
- Léxico Provenzal de Botánica, IEO 13 (1986)
- "Hacer de la botánica en occitano", en Actos del UEO, Nimes (1992).
- "La vegetación mediterránea", en Lengua y País, n° 25: CRDP, Montpellier, 1992.
- La ensalada champanela, les salades sauvages, tarea colectiva, segunda edición, Los Ecologistes del Euzière, Praderas de Les (1994).
- El verbo Occitano, guía completa de conjugación, con Patric Sauzet, Edisud (1995).
- "Los nombres occitanos de origen árabe" en Esto de Aquí (1995).
- "Lexicografía Occitana" dentro de Lengua y País de òc n° 30, CRDP de Montpellier (1996).
- Des árboles et des hommes Edisud (1997).
- "Problemas de norma" dentro de Lengua y País de òc n° 33, CRDP de Montpellier (1998).
- El lenguadociano/provenzal, dialecto(s) de referencia 10/09/2011 (en línea).
- Occitano… y grafía «arcaïca»/Lenguas de oc… y «grafié moudèrno» 10/09/2011 (en línea).
- Pensabèstia Ortográfico. 26/02/2013. (en línea).
- Violencias de lengua, violencias hechas a la lengua 31/12/2013 (en línea).
- Horrores léxicos enseñados 24/01/2014 (en línea).
- Diccionario ortográfico, gramatical y morfológico del occitano. Canet: Trabucaire. 2011. ISBN 978-2-84974-125-2. Rectificaciones en línea: http://www.josiane-ubaud.Como/Faltas%20Dicort.doc (2015).
- Escrichs xobre las mujeres, Escrichs de mujeres... pequeño léxico ilustrado de la misoginia ordinaria. Besièrs: IEO de Languedoc. 2012. ISBN 978-2-85910-506-8.
- Diccionario científico francés-occitano: matemática-informática-física-tecnología-química (lenguadociano y provenzal). Le Crès: Nerta edición. 2014. ISBN 978-2-9549771-0-2.
- Uso de las palabras oc, occitano, Occitanie  à travers los âges. 20/10/2015. (en línea).